# Flugzeugführerabzeichen der Streitkräfte der Vereinigten Staaten

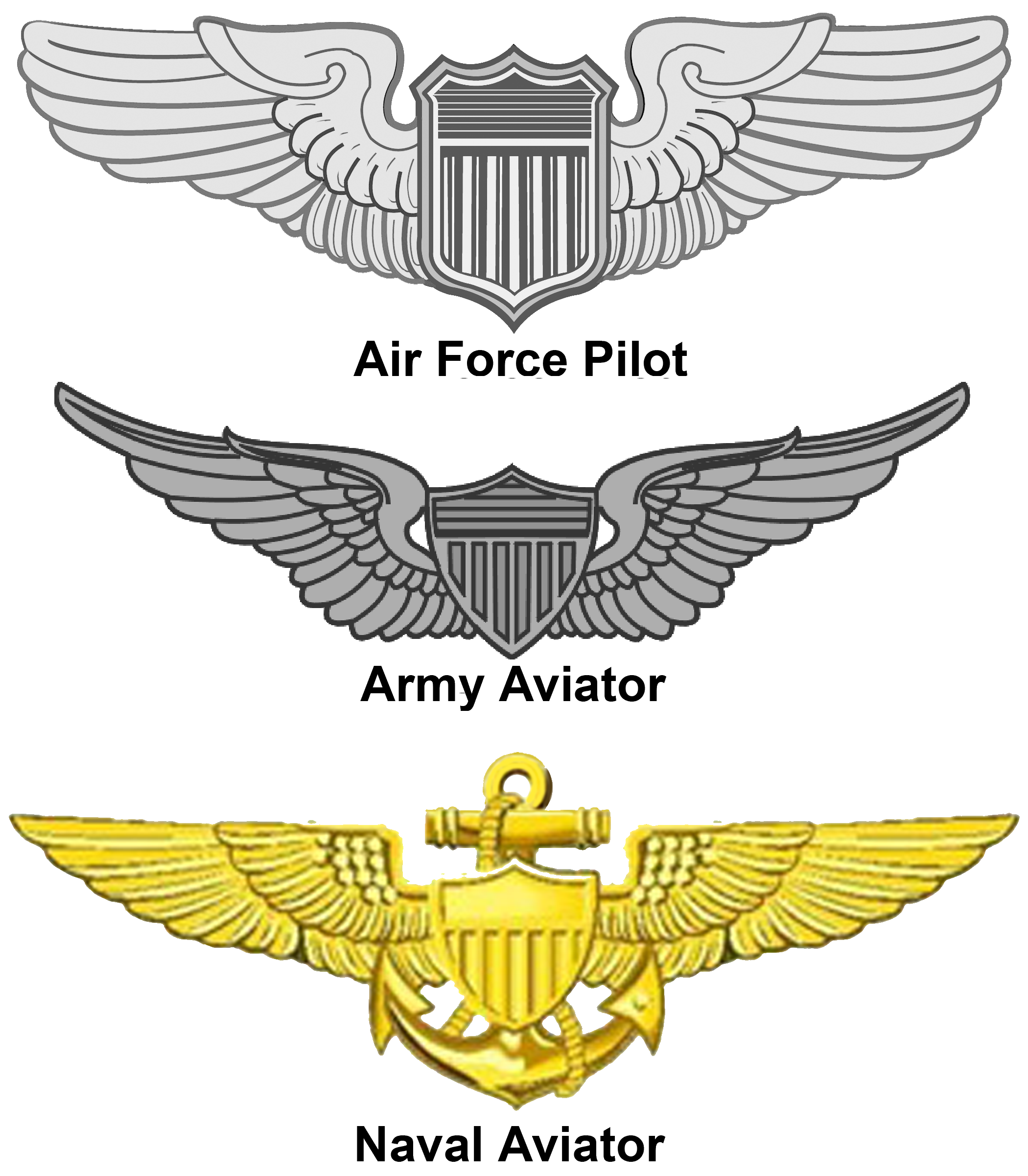

Das Flugzeugführerabzeichen der Vereinigten Staaten (englisch United States Aviator Badge), besser bekannt als Flieger- oder Pilotenschwinge, gibt es in drei verschiedenen Ausführungen, für Luftwaffe, Heer und Marine. Es wird in den drei Stufen verliehen.

## Heer (US Army)

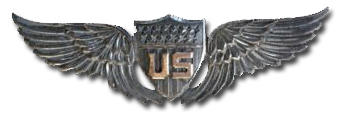
Junior Aviator Badge (Erster Weltkrieg)

Die Fliegerschwinge der US Army geht auf den Ersten Weltkrieg zurück, wo den Besatzungsmitgliedern der Fliegertruppe (United States Army Air Service) eine Schwinge in drei Stufen verliehen wurde.
- Observer: ein „US“-Schild mit einem Flügel auf der linken Seite
- Junior Aviator or Reserve Aviation Officer: ein „US“-Schild zwischen zwei Flügeln
- Senior Aviator: ein Stern über einem „US“-Schild mit zwei Flügeln

Im Zweiten Weltkrieg wurden zwei neue Versionen der Schwingen in matt Silberfarben eingeführt, eine davon wird heute von der US-Luftwaffe verwendet. Wieder gibt es drei Stufen:
- Pilot: Schild zwischen zwei Flügeln
- Senior Pilot: Stern über Schild mit zwei Flügeln
- Command Pilot: Stern mit Lorbeerkranz über Schild mit zwei Flügeln

## Luftwaffe (US Air Force)
Nach der Gründung einer eigenen Luftwaffe übernahm diese 1947 einer der Schwingen, die zuvor im Zweiten Weltkrieg von der Fliegertruppe des Heeres verwendet wurde, jedoch in einer glänzend silberfarbenen Ausführung.  Sie wird in drei Stufen verliehen:
- Basic: Schild zwischen zwei Flügeln
- Senior: Stern über Schild mit zwei Flügeln (nach 7 Jahren im fliegerischen Dienst und 1000 Flugstunden)
- Master: Stern mit Lorbeerkranz über Schild mit zwei Flügeln (nach 15 Jahren im fliegerischen Dienst und 2000 Flugstunden)

## Marine, Marine Infanterie und Küstenwache (US Navy, US Marine Corps and US Coast Guard)
Die Schwinge der Marine hat sich seit dem ersten Entwurf von 1917 nicht verändert. Sie ist goldfarben und besteht aus einem Schild vor einem Anker zwischen zwei Flügeln. Sie wird mit bestandener Flugzeugführerausbildung an die Piloten von Marine, Marine Infanterie und Küstenwache verliehen.

## Trageweise
Die Fliegerschwinge wird als oberstes Abzeichen über der Ordensspange auf der linken Seite des Dienstanzuges und über der Brusttasche auf dem Diensthemd getragen.